# Quintus Haterius

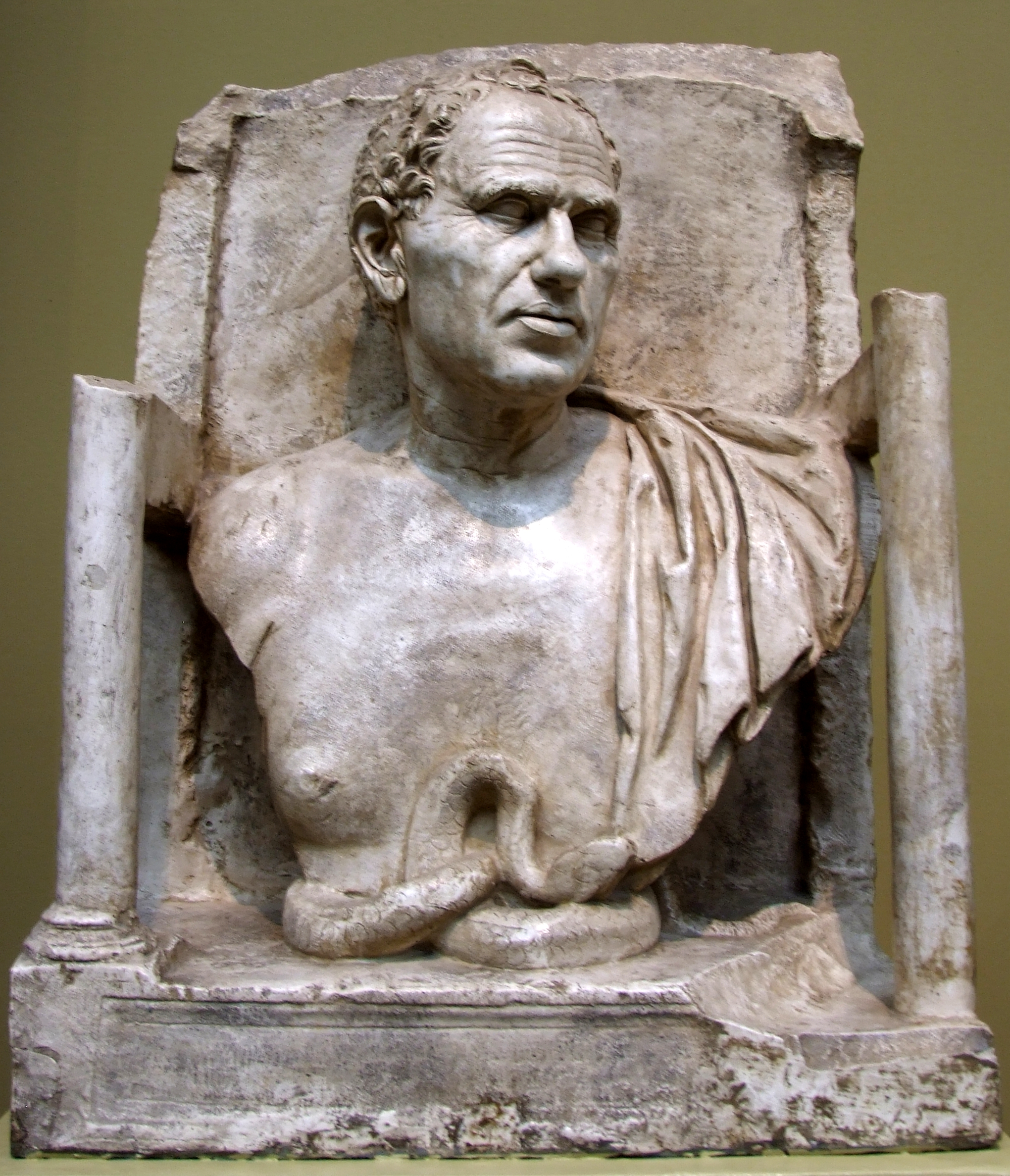
Portret van Q. Haterius van de zogenaamde tombe van de Haterii. Het is mogelijk dat het om de redenaar gaat.

Quintus Haterius (ca. 65 v.Chr. - 26) (PIR² 0024) was een senator en beroemd retoricus in de tijd van Augustus en Tiberius. Hoewel hij al op vergevorderde leeftijd was, werd hij in 5 v.Chr. aangesteld als consul suffectus, daar hij een epulonis was. Hij huwde een dochter van Marcus Vipsanius Agrippa en Claudia Marcella maior, wat hem verbond met de Julisch-Claudische dynastie.

## Haterius' politieke carrière
Nadat hij in 5 v.Chr. consul suffectus was geworden, werd Haterius opgenomen in de senaat. Hij zou vaak in conflict komen met Augustus door zijn talrijke versprekingen. Hij zou - onbedoeld - de dubbele betekenis van het woord officium (plicht: zowel in het algemeen, als in bed) hebben geïntroduceerd toen hij een vrijgelatene verdedigde die ervan beschuldigd werd de minnaar van zijn patronus te zijn.
Tijdens de ambigue vergadering in de senaat van 17 september 14 over de opvolging van Augustus, vroeg de onoplettende Haterius aan de wantrouwende princeps in spe, "Hoelang aan één stuk zal u verduurd hebben, Caesar, dat er geen hoofd voor de staatszaken aanwezig is?". Hierdoor moest Tiberius wel een antwoord geven op de vraag van de senaat of hij de plaats van Augustus als princeps wenste in te nemen en hij keurde om die reden Haterius' gedrag dan ook af.
Toen de vergadering werd afgesloten, haastte Haterius zich naar Tiberius' huis op het Palatijn om hem om vergiffenis te vragen. Toen hij Tiberius zag langskomen in gezelschap van een wacht, vloog hij naar diens knieën om hem om vergiffenis te smeken. Tiberius viel, door Haterius belemmerd, voorover, waardoor Tiberius' wacht Haterius bijna ter plekke doodde. Hij pleitte echter bij Tiberius' moeder Livia, die bij Tacitus Augusta wordt genoemd, en dankzij haar invloed op Tiberius werd hij alsnog gered.
Toen hij een wet op de luxe bepleitte in 16, stelde hij voor het gebruik van goudplaten en zijden versieringen aan banden te leggen. Toen echter in 22 door een senatus consultum de tribunicia potestas aan Drusus, Tiberius' lijfelijke zoon, werd toegekend, pleitte hij ervoor dat dit besluit in gouden letters zou worden gegraveerd en aangebracht op de muren van de curia. Tacitus merkt hierbij op dat hij zich met deze vleierij enkel te schande maakte, daar hij een oud man was. De erfenisjager Haterius, over wie Seneca in een van zijn werken met afkeuring spreekt, lijkt qua karakter overeen te komen met Quintus Haterius, die zich als senator zeer onderdanig opstelde om in een goed blaadje te staan bij de princeps.
Haterius stierf aan het eind van het jaar 26, hij werd negenentachtig jaar oud. Het lijkt erop dat zijn zonen hem niet hebben overleefd.

## Haterius' reputatie als retoricus
Haterius' reputatie werd hoger aangeslagen door leraren in de retorica dan in de senaat. Seneca maior, die hem aan het werk had gehoord, en Seneca minor beschrijven hem als iemand wiens waarde eerder lag in zijn voordrachtkunst dan in zijn redenaarskunst. Ze worden in hun beschrijvingen bijgetreden door Tacitus en mogen dus als betrouwbaar worden beschouwd.
Hij had een sonore en luide stem, terwijl zijn sofistische vindingrijkheid, hoewel deze hem soms door de mand deed vallen, uitzonderlijk was. Er was veel te prijzen, en zelfs meer te excuseren of te veroordelen, in zijn retoriek. Augustus zei dat zijn welsprekendheid een trekketting nodig had - "Haterius noster sufflaminandus est" -, want de woorden liepen er niet alleen vlot uit, maar ze liepen ook bergafwaarts. Daar hij zo weinig controle had over zijn radde tong, liet hij zijn redevoeringen door een vrijgelatene voorzien van leestekens terwijl hij ze uitsprak, en deelaspecten en overgangen in thema werden door deze aangeduid (het was bij de antieken ongebruikelijk leestekens te gebruiken).

## Haterius' nalatenschap
Seneca minor bekritiseert Haterius bij talrijke gelegenheden. Hij begon zijn redes heftig, en stopte dan plots. Zij zijn vermaard voor hun tekort aan gezond verstand, goede smaak en Romeinse gebruiken. Terwijl de langzame en betamelijke overgangen van Cicero meer waren geschikt voor senatoren, was de snelle woordenstroom van Haterius slechts geschikt voor demagogen en de menigte van een Griekse agora. Ofschoon Seneca maior herhaaldelijk de redevoeringen van Haterius citeert, zegt Tacitus dat Haterius' werken in zijn tijd al bijna waren verouderd.
De beste voorbeelden van Haterius' redes zijn te vinden bij Seneca maior. In ex Controversa looft Seneca het pathos van de redenaar. Seneca minor verwijt Haterius echter zijn archaïsmes, hoewel dit woorden of zinsneden van Cicero waren, die Haterius misschien zelf nog persoonlijk had gekend.